# Pipiriki

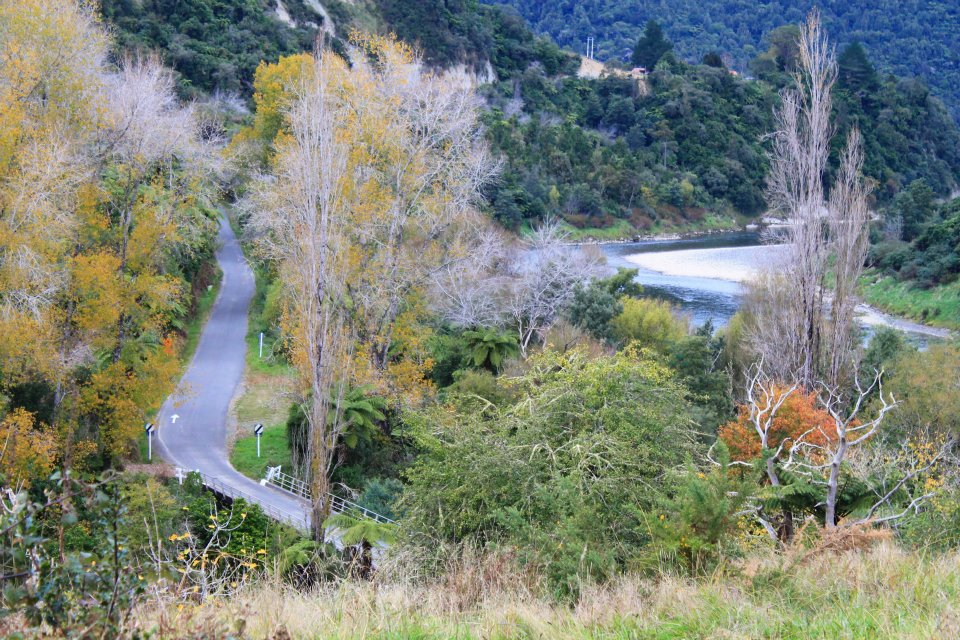
Pipiriki aujourd’hui

Pipiriki est une localité de la région de Manawatu-Wanganui située dans l’Île du Nord de la Nouvelle-Zélande.

## Situation
Elle est localisée sur la rive est du fleuve Whanganui, à l’ouest  de la ville de Raetihi et à 79 km en amont de la ville de Whanganui.
Elle était à l’origine située sur la rive opposée de la rivière 

## Population
La ville est le domicile des Ngāti Kura (en), un hapū de l’iwi des Ngāti Ruanui (en) .

## Installations
Elle est aussi le siège du marae de Paraweka de l‘hapū des Ngāti Kurawhatia (en) de l’iwi des Te Āti Haunui-a-Pāpārangi (en) .

## Histoire
En 1840, Pipiriki fut un important lieu d’affrontement, le deuxième plus important sur le cours de la rivière Whanganui, consistant en 8 pā avec une  population totale de 250 à 300 personnes .
À partir de 1848, le blé était la principale récolte et des moulins à farine, nommés ‘Kaukore’, mus par la force de l’eau, furent construits durant l’année 1854 
En 1865, 3 redoutes furent installées en travers de la rivière et elles furent assiégées pendant plusieurs semaines par les guerriers de Pai Mārire 

## Activité
La  localité de Pipiriki contrôlait une partie importante du commerce par les bateaux circulant sur la rivière entre les années 1890 et 1920, marquant un arrêt majeur pour les bateaux à aubes sur le trajet de 11 heures pour venir de Whanganui .

## Personnalités notables
- Andy Anderson (en), capitaine de bateau de la rivière.
- Rumatiki Ruth Wright (en), assistant social Māori et leader de la communauté Maori